# Balschwiller
Balschwiller je občina v departmaju Haut-Rhin francoske regije Alzacija.
Leta 2008 je v občini živelo 831 oseb oz. 85 oseb/km².